# Parachutists Over Phorty Society
POPS bedeutet Parachutists Over Phorty Society (engl. „Gesellschaft von Fallschirmspringern über vierzig Jahre“). Mitgliedsvoraussetzungen sind, dass eine Person einen Fallschirmsprung oder einen Tandemsprung gemacht hat und mindestens vierzig Jahre ist. Es gibt in vielen Ländern rund um die Welt verteilt POPS-Verbände. Deren Mitglieder treffen sich regelmäßig, um an Wettkämpfen in herkömmlichen Fallschirmsport-Disziplinen oder auch Spaß-Wettbewerben teilzunehmen. Sie treffen sich auch, um Rekorde zu brechen, um alte Freunde zu sehen und um neue Freundschaften zu knüpfen.
Kleinere Gruppen innerhalb der POPS sind die SOS – Skydivers Over Sixty (Springer über sechzig), die JOS – Jumpers Over Seventy (Springer über siebzig) und die JOES – Jumpers Over Eighty Society (Springer über achtzig).

## Geschichte
Die erste Vereinigung von Fallschirmspringern über vierzig, POPS, wurde im Sommer 1966 in den USA von Lenny Barad gegründet. 1977 fand in Deutschland das erste POPS-Treffen statt. 1994 in Hoogeveen, Holland beschlossen 17 deutsche Fallschirmspringer über vierzig offiziell die POPS Deutschland zu gründen.
Seit 1989 kommen die POPS alle zwei Jahre zu einem Welttreffen, dem „World-Meet“ zusammen. Die bisherigen Austragungsorte (Stand Juni 2008) waren:
- 1989 Australien
- 1993 Umatila in Florida USA, bei Skydive Orlando
- 1995 Ampuriabrava in Spanien, beim Centro de Paracaidismo de Costa Brava
- 1997 Aqaba in Jordanien, mit dem Royal Jordanian Parachute Club
- 1999 Chilliwack, Kanada
- 2002 Matamata in Neuseeland
- 2004 Gruyere in der Schweiz
- 2006 Eloy, Arizona, USA bei Skydive Arizona
- 2008 Toogoolawah in Australien bei Skydive Ramblers
- 2010 in Reggio Emilia, Italien